# Corbère-les-Cabanes
Corbère-les-Cabanes – miejscowość i gmina we Francji, w regionie Oksytania, w departamencie Pireneje Wschodnie.
Według danych na rok 1990 gminę zamieszkiwały 663 osoby, a gęstość zaludnienia wynosiła 160 osób/km² (wśród 1545 gmin Langwedocji-Roussillon Corbère-les-Cabanes plasuje się na 441. miejscu pod względem liczby ludności, natomiast pod względem powierzchni na miejscu 1051.).